# Картедж (Мен)
Картедж (англ. Carthage) — місто (англ. town) в США, в окрузі Франклін штату Мен. Населення — 509 осіб (2020).

## Демографія
Згідно з переписом 2010 року, у місті мешкало 560 осіб у 223 домогосподарствах у складі 144 родин. Було 346 помешкань
Расовий склад населення:
| - 97,1 % — білих - 0,4 % — азіатів |

До двох чи більше рас належало 2,5 %. Частка іспаномовних становила 3,4 % від усіх жителів.
За віковим діапазоном населення розподілялося таким чином: 21,4 % — особи молодші 18 років, 66,1 % — особи у віці 18—64 років, 12,5 % — особи у віці 65 років та старші. Медіана віку мешканця становила 44,2 року. На 100 осіб жіночої статі у місті припадало 115,4 чоловіків;  на 100 жінок у віці від 18 років та старших — 116,7 чоловіків також старших 18 років.
Середній дохід на одне домашнє господарство  становив 45 120 доларів США (медіана — 33 250), а середній дохід на одну сім'ю — 45 333 долари (медіана — 39 688). Медіана доходів становила 42 250 доларів для чоловіків та 29 750 доларів для жінок. За межею бідності перебувало 29,0 % осіб, у тому числі 46,7 % дітей у віці до 18 років та 15,1 % осіб у віці 65 років та старших.
Цивільне працевлаштоване населення становило 206 осіб. Основні галузі зайнятості: виробництво — 20,4 %, освіта, охорона здоров'я та соціальна допомога — 18,9 %, сільське господарство, лісництво, риболовля — 14,6 %, роздрібна торгівля — 13,1 %.